# Lijst van afleveringen van In de Vlaamsche pot
Dit is een lijst met afleveringen van de comedy-serie In de Vlaamsche pot. De serie liep van 1990 t/m 1994 en werd oorspronkelijk uitgezonden bij Veronica op TV2.

## Seizoen 1
| Aflevering (seizoen) | Aflevering (serie) | Afleveringtitel          | Originele uitzenddatum |
| -------------------- | ------------------ | ------------------------ | ---------------------- |
| 1                    | 1                  | De Opening               | 4 oktober 1990         |
| 2                    | 2                  | De ex van Lucien         | 11 oktober 1990        |
| 3                    | 3                  | Met z'n tweetjes         | 18 oktober 1990        |
| 4                    | 4                  | Sterke Steven            | 25 oktober 1990        |
| 5                    | 5                  | Paprika                  | 1 november 1990        |
| 6                    | 6                  | Grensbal                 | 8 november 1990        |
| 7                    | 7                  | Puistje                  | 15 november 1990       |
| 8                    | 8                  | Heel eigen schoonheid    | 22 november 1990       |
| 9                    | 9                  | De baby                  | 29 november 1990       |
| 10                   | 10                 | Sinterklaas              | 6 december 1990        |
| 11                   | 11                 | Ruzie om niks            | 13 december 1990       |
| 12                   | 12                 | Schat van een mens       | 20 december 1990       |
| 13                   | 13                 | Kerstdiner               | 27 december 1990       |
| 14                   | 14                 | Vergiffenis              | 3 januari 1991         |
| 15                   | 15                 | Spelletjes               | 10 januari 1991        |
| 16                   | 16                 | Ottolien                 | 17 januari 1991        |
| 17                   | 17                 | Eerlijk vlees            | 24 januari 1991        |
| 18                   | 18                 | De kimono tevens huisjas | 31 januari 1991        |
| 19                   | 19                 | Vrouw in de man          | 7 februari 1991        |
| 20                   | 20                 | Kindertjes krijgen       | 14 februari 1991       |
| 21                   | 21                 | Meneer Marco Bakker      | 21 februari 1991       |
| 22                   | 22                 | Vreetcijfers             | 28 februari 1991       |
| 23                   | 23                 | Potten en pannen         | 7 maart 1991           |
| 24                   | 24                 | Mister                   | 14 maart 1991          |
| 25                   | 25                 | De therapeut             | 21 maart 1991          |
| 26                   | 26                 | Dik met elkaar           | 28 maart 1991          |
| 27                   | 27                 | Schoolreünie             | 4 april 1991           |
| 28                   | 28                 | Handel en wandel         | 11 april 1991          |
| 29                   | 29                 | Pieeep                   | 18 april 1991          |
| 30                   | 30                 | Trouwen                  | 25 april 1991          |

In de aflevering 'Kindertjes Krijgen' komt als gastrol: Josephine van der Meer voorbij, die later in de serie een hoofdrol zal spelen als Patricia.

## Seizoen 2
| Aflevering (seizoen) | Aflevering (serie) | Afleveringtitel          | Originele uitzenddatum |
| -------------------- | ------------------ | ------------------------ | ---------------------- |
| 1                    | 31                 | Chique (sic)             | 3 oktober 1991         |
| 2                    | 32                 | Crème de la crème        | 10 oktober 1991        |
| 3                    | 33                 | Love for sale            | 17 oktober 1991        |
| 4                    | 34                 | Versieren                | 24 oktober 1991        |
| 5                    | 35                 | Sixties                  | 31 oktober 1991        |
| 6                    | 36                 | Gezond                   | 7 november 1991        |
| 7                    | 37                 | Te gek                   | 14 november 1991       |
| 8                    | 38                 | Huilen                   | 21 november 1991       |
| 9                    | 39                 | Natte dromen             | 28 november 1991       |
| 10                   | 40                 | Frites van Frits         | 5 december 1991        |
| 11                   | 41                 | Dodelijke charme         | 12 december 1991       |
| 12                   | 42                 | De goede kant            | 19 december 1991       |
| 13                   | 43                 | Ajax                     | 26 december 1991       |
| 14                   | 44                 | Zwart/wit                | 2 januari 1992         |
| 15                   | 45                 | De inbreker              | 9 januari 1992         |
| 16                   | 46                 | Coca                     | 16 januari 1992        |
| 17                   | 47                 | Allen voor één           | 23 januari 1992        |
| 18                   | 48                 | Anorexia                 | 30 januari 1992        |
| 19                   | 49                 | Dienstplicht             | 6 februari 1992        |
| 20                   | 50                 | Moeder wat is het koud   | 13 februari 1992       |
| 21                   | 51                 | F..f..f..f..franse avond | 20 februari 1992       |
| 22                   | 52                 | De moeder van Lucien     | 27 februari 1992       |
| 23                   | 53                 | Het virus                | 6 maart 1992           |
| 24                   | 54                 | De loterij               | 13 maart 1992          |

De dvd-uitgave van seizoen 2 bevat 23 afleveringen. De ontbrekende aflevering is getiteld Moeder wat is het koud (geschreven door Ger Apeldoorn en Harm Edens en oorspronkelijk uitgezonden voor de aflevering Het virus). Waarschijnlijk is er bij de samenstelling van de dvd's verwarring ontstaan doordat er twee afleveringen "moeder" in de titel hebben. De nieuwe verzamelbox van 24 dvd's bevat deze aflevering wel.

## Seizoen 3
| Aflevering (seizoen) | Aflevering (serie) | Afleveringtitel                | Originele uitzenddatum |
| -------------------- | ------------------ | ------------------------------ | ---------------------- |
| 1                    | 55                 | Uit elkaar                     | 29 september 1992      |
| 2                    | 56                 | Groot Geschapen                | 6 oktober 1992         |
| 3                    | 57                 | Lady Dirk                      | 13 oktober 1992        |
| 4                    | 58                 | Luf is uit, Frentship is in    | 20 oktober 1992        |
| 5                    | 59                 | Baas in eigen buik             | 27 oktober 1992        |
| 6                    | 60                 | Vrij Gezellig                  | 3 november 1992        |
| 7                    | 61                 | Huwelijkse Voorwaarden         | 10 november 1992       |
| 8                    | 62                 | Diederik                       | 17 november 1992       |
| 9                    | 63                 | De Verkrachter                 | 24 november 1992       |
| 10                   | 64                 | Masturbatio in terminis        | 1 december 1992        |
| 11                   | 65                 | De Broodpoot                   | 8 december 1992        |
| 12                   | 66                 | Het einde van een vrouw        | 15 december 1992       |
| 13                   | 67                 | Château Sweelinck Aerdenhout   | 22 december 1992       |
| 14                   | 68                 | Menu Bethlehem! (kerstspecial) | 26 december 1992       |
| 15                   | 69                 | Oud & nieuw                    | 31 december 1992       |
| 16                   | 70                 | Sorry                          | 5 januari 1993         |
| 17                   | 71                 | Laatste woord                  | 19 januari 1993        |
| 18                   | 72                 | Blauwe ogen                    | 2 februari 1993        |
| 19                   | 73                 | In de ban van de beweging      | 9 februari 1993        |
| 20                   | 74                 | Oh sole luciano                | 16 februari 1993       |
| 21                   | 75                 | Sporen van braak               | 2 maart 1993           |
| 22                   | 76                 | Lange haren en lange vingers   | 9 maart 1993           |
| 23                   | 77                 | De fusie                       | 16 maart 1993          |
| 24                   | 78                 | De bevalling                   | 30 maart 1993          |
| 25                   | 79                 | Pedotechnische geluidsoverlast | 6 april 1993           |

## Seizoen 4
| Aflevering (seizoen) | Aflevering (serie) | Afleveringtitel                        | Originele uitzenddatum |
| -------------------- | ------------------ | -------------------------------------- | ---------------------- |
| 1                    | 80                 | Het is een harde wereld, de filmwereld | 12 oktober 1993        |
| 2                    | 81                 | Surprise Party                         | 19 oktober 1993        |
| 3                    | 82                 | De test                                | 26 oktober 1993        |
| 4                    | 83                 | Eetpiraten                             | 16 november 1993       |
| 5                    | 84                 | Babyfoto´s                             | 23 november 1993       |
| 6                    | 85                 | Sinterklaas                            | 30 november 1993       |
| 7                    | 86                 | Gilles de la Tourette                  | 14 december 1993       |
| 8                    | 87                 | Kind kwijt                             | 28 december 1993       |
| 9                    | 88                 | Speelgoed                              | 4 januari 1994         |
| 10                   | 89                 | De opa van Patricia                    | 11 januari 1994        |
| 11                   | 90                 | Jaloezie                               | 18 januari 1994        |
| 12                   | 91                 | Lastig vallen                          | 1 februari 1994        |
| 13                   | 92                 | De bank                                | 8 februari 1994        |
| 14                   | 93                 | Onbevlekt                              | 1 maart 1994           |
| 15                   | 94                 | Safe en zo                             | 8 maart 1994           |
| 16                   | 95                 | Luciën's (sic) kookshow                | 15 maart 1994          |

## Seizoen 5
| Aflevering (seizoen) | Aflevering (serie) | Afleveringtitel | Originele uitzenddatum |
| -------------------- | ------------------ | --------------- | ---------------------- |
| 1                    | 96                 | Discrimineel    | 11 oktober 1994        |
| 2                    | 97                 | Doodslaan       | 18 oktober 1994        |
| 3                    | 98                 | Grmplf          | 25 oktober 1994        |
| 4                    | 99                 | 75 plus         | 1 november 1994        |
| 5                    | 100                | The man uncle   | 8 november 1994        |
| 6                    | 101                | Nara nippon     | 15 november 1994       |
| 7                    | 102                | De ambtenaar    | 22 november 1994       |
| 8                    | 103                | Bonaire         | 29 november 1994       |
| 9                    | 104                | Over en uit     | 20 december 1994       |